# Titus Avidius Quietus (Konsul 93)
Titus Avidius Quietus war ein im 1. Jahrhundert n. Chr. lebender römischer Politiker.
Quietus war im Amtsjahr 91/92 Statthalter (Proconsul) in der Provinz Achaea. Durch Militärdiplome, die auf den 10. August 93 datiert sind, ist belegt, dass er 93 zusammen mit Sextus Lusianus Proculus Suffektkonsul war. Weitere Diplome, die auf den 20. Februar 98 datiert sind, belegen, dass er 98 Statthalter der Provinz Britannia war; vermutlich wurde er im Verlauf des Jahres 97 dorthin entsandt.
Sein gleichnamiger Sohn, Titus Avidius Quietus, war im Jahr 111 Suffektkonsul.